# Pedro Sousa
Pedro Manuel Matos Barbeitos de Sousa (2 de abril de 1988) é um ator português.

## Televisão
| Anos        | Projeto                     | Papel                      | Notas                 | Canal            |
| ----------- | --------------------------- | -------------------------- | --------------------- | ---------------- |
| 2007 - 2012 | Surf Total TV               | Ele Próprio                | Apresentador          | RTP1             |
| 2011        | Morangos com Açúcar Verão 8 | Sal                        | Elenco principal      | TVI              |
| 2011        | A Casa das Mulheres         | Tony                       | Elenco adicional      | TVI              |
| 2011 - 2012 | Rosa Fogo                   | Duplo de Luta              | Elenco adicional      | SIC              |
| 2012 - 2013 | Dancin' Days                |                            | Elenco adicional      | SIC              |
| 2013 - 2014 | Sol de Inverno              | Salvador Teles de Aragão   | Protagonista          | SIC              |
| 2015 - 2016 | Poderosas                   | Ruben José                 | Elenco Principal      | SIC              |
| 2016 - 2017 | Rainha das Flores           | Hugo Guedes                | Elenco Principal      | SIC              |
| 2017        | Ministério do Tempo         | D. Dinis                   | Participação especial | RTP1             |
| 2018 - 2019 | Paixão                      | Tomás Marreiros            | Elenco principal      | SIC              |
| 2019 - 2020 | Nazaré                      | Matias Alexandre Silva     | Elenco principal      | SIC              |
| 2020        | Quer o Destino              | Mateus Costa de Santa Cruz | Antagonista           | TVI              |
| 2021 - 2023 | Para Sempre                 | Lourenço Novais            | Antagonista           | TVI              |
| 2023 - 2024 | Queridos Papás              | Simão Madeira              | Protagonista          | TVI              |
| 2025        | A Protegida                 | José Diogo                 | Protagonista          | TVI              |
| 2025        | Ninguém como Tu             | Rafael Pinheiro            | Elenco Principal      | TVI/ Prime Video |

## Cinema
| Ano  | Nome                       | Personagem            | Realizador                            |
| ---- | -------------------------- | --------------------- | ------------------------------------- |
| 2011 | Deste Lado da Ressurreição | Rafael                | Joaquim Sapinho                       |
| 2011 | Psique                     | Dr. Pedro             | Rita Gonçalves                        |
| 2011 | Sonho Lúcido               | David                 | Ricardo Lisboa                        |
| 2010 | A Bella e o Paparazzo      | Participação Especial | António-Pedro Vasconcelos             |
| 2010 | Solidão                    |                       | Aloysyo Filho e Alexandre Hachmeister |
| 2010 | Nice Strip Bar             |                       | Marie Brand                           |
| 2008 | Rewind                     |                       |                                       |
| 2005 | Glamour                    | Rapaz na Bomba        | Luis Galvão Teles                     |

## Apresentador
| Ano       | Nome               | Produção           |
| --------- | ------------------ | ------------------ |
| 2014      | Douro Film Harvest | Douro Film Harvest |
| 2011-2012 | Fuel TV Download   | Fuel TV            |
| 2007-2012 | Surf Total TV      | RTP                |

## Dobragens
| Ano  | Nome          | Produção |
| ---- | ------------- | -------- |
| 2012 | Mirror Mirror | On Air   |
| 2010 | Astro Boy     | On Air   |

## Livros
| Ano  | Nome                              | Editora  |
| ---- | --------------------------------- | -------- |
| 2007 | Livro Infantil “Na Onda do Pedro” | Betweien |

## Prémios
Troféus de Televisão TV 7 Dias/Impala
| Ano  | Prémio                       | Resultado |
| ---- | ---------------------------- | --------- |
| 2021 | Telenovelas - Ator Principal | Venceu    |